# Железопътна линия Свищов – Левски – Троян
Железопътната линия Свищов – Левски – Троян е железопътна линия с междурелсие 1435 mm, разположена в централна Северна България, област Велико Търново, област Плевен и област Ловеч.

## Участък Свищов – Левски
Решението за създаване на нормална железопътна линия, която да свърже пристанище Свищов с линията София – Горна Оряховица – Варна, е регламентирано със Закона за разширение на мрежата на Българските държавни железници от 26 февруари 1897 г. Законът задължава българското правителство да построи и свърже тази линия с „централната“ при гарите Градище, Левски или Каменец.
Привържениците на това решение изказват мнение, че икономическите интереси на страната налагат на линията да се даде предимство пред железопътната линия Русе – Търново.
Със съдействието на австрийското параходство по долното течение на р. Дунав през втората половина на XIX век град Свищов става най-важното пристанище в Северна България. По това време то е разполагало с много магазини и хамбари, каквито не е имало дори в българските морски
пристанища. Корекциите на река Дунав при „Железни врата“ дават тласък в развитието на корабоплаването и създават условия за возене на тежки и обемисти товари и пшеница нагоре по течението на реката. Извозването на зърнените храни и други товари по централната железопътна линия до пристанище Варна се смята за неефективно, тъй като от Княжество България до Германия по Дунав се стига за 10 – 12 дни, а през Варна до пристанище Хамбург – за около един месец.
През 1906 г. се сключва договор за построяване на линията Левски – Свищов чрез Общостроително предприятие. Договорът е съставен в два екземпляра на български и френски език и е одобрен от Министерския съвет. Строителството започва през същата година и на 9 август 1909 г. линията се предава в експлоатация. Тя е дълга 47,8 km, с минимален радиус на кривите 300 m и максимален наклон 15 ‰.

## УчастъкОреш–Белене(линия 24.1, 24А)
Железопътното отклонение Ореш (Бендер) – Белене се строи през Първата световна война за нуждите на военната понтонна дружина, разположена в Белене от Управлението на железопътните съобщения. Предадено е за експлоатация в БДЖ на 11 юли 1921 г. Построено е с минимален радиус на кривите 300 m, максимален наклон 12 ‰, дължината му е 12,550 km и с релси втора употреба тип „ЦСВ“. През 1970 г. те са заменени с тип 49 kg/m с дължина 25,00 m.
В средата на 80-те години са правени разработки за строеж на хидротехнически комплекс (ХТК) на река Дунав, в равнината между Никопол и Белене. Предвиждано е преграждане на реката със стена с шлюзове, а върху стената да има път и железопътна връзка с Румъния. За тази цел, на няколко километра преди гара Белене е поставена стрелка и е построена железопътна линия в посока към ХТК. След закриването на проекта тази линия е демонтирана през 90-те години.
От гара Ореш започва и железопътно отклонение в посока на спряната от строеж АЕЦ „Белене“ с дължина около 10 km.
От 2000 г. в участъка Ореш – Белене е спряно пътническото движение, гара Белене е закрита за редовно товарно движение и е оперативен пост на гара Ореш.

## Левски – Троян (линия 25)
Тя е продължение на линията Свищов – Левски със замисъл в бъдеще да се свърже чрез тунел под Стара планина с Подбалканската железопътна линия, откъдето в посока юг се свързва с Пловдив. Така тя би свързала трите главни артерии на железопътната мрежа, с което ще се получи нова удобна железопътна връзка между Северна и Южна България.
Чрез трудова повинност под ръководството на строителен комитет и със средства на населението на местните селища започва строежът на частта Левски – Ловеч през 1921 г. Обектът е завършен успешно и евтино при извънредно опростена и икономична строителна организация под ръководството само на един технически ръководител-техник, заплащан от строителния отдел при Главната дирекция на железниците и пристанищата през 1927 г. Дължината е 47,200 km с минимален радиус на кривите 300 m и максимален наклон 15 ‰. Трасето следва основно течението на река Осъм.
Участъкът Ловеч – Троян е проучен за първи път през 1896 г. като част от железопътната линия Търново – Севлиево – Ловеч – Плевен. След завършването на железопътната линия Левски – Ловеч се правят нови технически проучвания за нейното продължаване. Изготвят се нови проекти и през септември 1929 г. започва строителството, при което работата напредва бавно до 1934 г., след което е строежът е спрян.
Вече след 9 септември 1944 г. населението на Троянския край отново повдига въпроса за завършване на линията. Това е изразено в проведен референдум, в който 99 % от гласовете са за приключване на строителството. Местните хора поемат задължението да осигурят 40 % от общата стойност на линията в труд, материали и пари. През 1946 г. се извършва трасиране, а през месец май 1947 г. започва и строежът ѝ като местна линия. В първите 15 km линията е прокарана през много труден скален терен, което е наложило изграждането на 4 тунела с обща дължина от около 1000 m, няколко високи подпорни стени, много мостове и водостоци. В останалата си част е в сравнително по-лек терен по долината на река Осъм. През 1948 г. е обявена за национален строителен обект. В построяването ѝ вземат участие 12 000 младежи-бригадири от цялата страна, които са на издръжка на местното население. Над 30 000 души мъже и жени от тогавашната Троянска и Ловешка околия изработват 62 000 м3 земни работи, извадена скална маса и чакъл 25 000 m3, подготвят и превозват 51 000 траверси. Въпреки сложния терен на трасето участъкът е завършен в много кратък срок и е открит на 10 октомври 1948 г.
Общата дължина на линията от Левски до Троян е 77,200 km, минимален радиус на кривите 300 m и максимален наклон 15 ‰.
Продължението на тази линия от Троян на юг до гара Христо Даново на Подбалканската железопътна линия изисква построяването на тунел с дължина 12,860 m, отдавна проучен и с благоприятни геоложки и инженерно-строителни параметри.
За построяването на отсечката Левски – Ловеч са дарени средства от:
- Георги Семерджиев – адвокат и народен представител – 5000 лв.;
- Косто Донев – фабрикант – 3000 лв.;
- проф. Стефан Ватев – 3000 лв.;
- зап. подполк. Косто Петров – 2000 лв.;
- Стефан Ив. Кушев – главен представител на дружество „Балкан“ – 2000 лв.;
- Данка Ил. Белковска – 1000 лв.;
- д-р Димо Сяров – публицист и писател – 1000 лв.;
- Евдокия Рачо Димчева – 1000 лв.;
- минен инж. Павел Петров – 1000 лв.;
- Петър Василев – техник – 1000 лв.;
- Петър Тодоров – министър на финансите – 1000 лв.;
- проф. Беню Цонев – 500 лв.;
- инж. Трифон Трифонов – инспектор в строителен отдел – 500 лв.;
- проф. д-р Тошко Петров – 500 лв.;
- Косто Добрев – производител на естествени цветя – 500 лв.;
- инж. Гено Василев – 500 лв.;
- Тошко Костов – притежател на частно търговско училище – 500 лв.;
- Илия Д. Конаков – юрисконсулт при БНБ – 500 лв.;
- проф. Анастас Иширков – 500 лв.;
- ген. Никифор Никифоров – 500 лв.;
- проф. д-р Михаил Минев – 500 лв.;
- Александрина Н. Лазарова – 500 лв.;
- полк. Иван Ватев – интендант в двореца – 500 лв.;
- Христо Кирчев – търговец и индустриалец – 500 лв.;
- инж. арх. Георги Ненов – инспектор по благоустройството – 500 лв.;
- инж. Гено Джамбазов – началник отдел при благоустройството – 500 лв.;
- Стефан Пейков – редактор на списание „Икономия и домакинство“ – 500 лв.;
- Петър Манев – началник отдел при централното управление на БНБ – 500 лв.;
- Александър Цачев – директор на кожарска фабрика – 500 лв.;
- Иван Цочев – търговец – 500 лв.;
- Лукан Луканов – член на Висшия административен съд – 500 лв.;
- ген. Владимир Лазаров – началник на Софийския гарнизон – 500 лв.;
- Дочо Банков – представителство търговия и комисионна – 500 лв.;
- Христо Гр. Узунов – главен счетоводител във Военното министерство – 500 лв.;
- Иван Урумов – ботаник – 500 лв.;
- проф. д-р Параскев Стоянов – 500 лв.;
- Тодор Йочев – юрист в банка „България“ – 500 лв.;
- Найден Патев – адвокат – 500 лв.;
- Косто Колев – администратор в БНБ – 500 лв.;
- Никола Рачев – адвокат и народен представител – 500 лв.;
- Бочо Джамбазов – главен касиер в БНБ – 500 лв.;
- д-р Димитър Тошков – зъболекар – 500 лв.;
- Стоян Бочев – директор на застрахователно дружество „България“ – 500 лв.;
- Бенко Тошков – адвокат – 500 лв.;
- полк. Анастас Вачев – началник на оперативните служби при Щаба на армията и Военното министерство – 500 лв.;
- подполк. Борис Бръняков – преподавател във Военното училище – 500 лв.;
- полк. Стефан Кокилев – началник отдел в артилерийската инспекция при Военното министерство – 500 лв.;
- Георги (Геро) Ванчев – кмет на Скопие – 300 лв.;
- Георги Ст. Пинтев – началник техническо бюро при Главната дирекция на железниците – 300 лв.;
- Стефан Луканов – началник отдел при Дирекцията на трудовата поземлена собственост – 300 лв.;
- майор Сирко Станчев – началник на секция в Щаба на армията при Военното министерство и адютант на царя – 300 лв.;
- Васил Банков – галантерист на магазин „Алтън Ловеч“ – 200 лв.;
- Георги Станчев – търговец – 200 лв.;
- Никола Добрев – главен инспектор в Министерство на правосъдието – 200 лв.;
- Марин Радков – адвокат – 200 лв.;
- Рачо Венков – адвокат – 200 лв.;
- Христо Луканов – поборник пенсионер – 200 лв.;
- инж. Кънчо Атанасов – инженер в Софийското окръжно инженерство – 100 лв.;
- Данаил Краев – юрист и инспектор в Министерство на търговията – 100 лв.[1]

## Технически съоръжения по железопътната линия

### Гари
| име на гарата  | приемно-отправни коловози (ПОК) | приемно-отправни коловози (ПОК) | приемно-отправни коловози (ПОК) | осигурителна инсталация |
| име на гарата  | брой ПОК                        | максимална полезна дължина      | минимална полезна дължина       | осигурителна инсталация |
| -------------- | ------------------------------- | ------------------------------- | ------------------------------- | ----------------------- |
| Свищов         | 5                               | 695                             | 558                             | без ОИ                  |
| Ореш           | 4                               | 445                             | 392                             | РУКЗ                    |
| РП Морава      | 1                               | 800                             | -                               | ЕМЦ                     |
| Левски         | 9                               | 765                             | 520                             | МРЦ                     |
| Летница        | 2                               | 507                             | 506                             | РУКЗ                    |
| Дойренци       | 2                               | 390                             | 350                             | РУКЗ                    |
| РП Ловеч север | 3                               | 745                             | 555                             | РУКЗ                    |
| Ловеч          | 3                               | 571                             | 398                             | РУКЗ                    |
| Троян          | 4                               | 533                             | 375                             | РУКЗ                    |
| ОП Белене      | 1                               | 1180                            |                                 | без ОИ                  |

### Мостове
| междугарие             | намира се на km | обща дължина, m | изграден от            | препятствие       |
| ---------------------- | --------------- | --------------- | ---------------------- | ----------------- |
| Ореш – РП Морава       | 11+550          | 19,20           | стомана                | черен път и канал |
| РП Морава – Левски     | 43+955          | 53,60           | стомана                | черен път         |
| РП Морава – Левски     | 44+621          | 50,30           | стомана                | р. Осъм           |
| Летница – Дойренци     | 58+762          | 14,20           | стомана и стоманобетон | река              |
| Летница – Дойренци     | 65+124          | 15,05           | стоманобетон           | река              |
| Летница – Дойренци     | 77+991          | 14,90           | стоманобетон           | река              |
| Дойренци – Ловеч север | 83+263          | 11,95           | стомана                | канал             |
| Дойренци – Ловеч север | 89+712          | 44,30           | стоманобетон           | шосе и тротоар    |
| Ловеч север – Ловеч    | 92+530          | 48,80           | стоманобетон           |                   |
| Ловеч – Троян          | 97+018          | 8,00            | стоманобетон           | канал             |
| Ловеч – Троян          | 103+060         | 25,00           | стоманобетон           | река              |
| Ловеч – Троян          | 107+895         | 23,00           | стоманобетон           | река              |
| Ловеч – Троян          | 113+547         | 21,40           | стоманобетон           | дере и подлез     |
| Ловеч – Троян          | 117+360         | 49,00           | стоманобетон           | черен път и река  |
| Ловеч – Троян          | 118+365         | 40,20           | стоманобетон           | река              |
| Ловеч – Троян          | 124+048         | 51,00           | стоманобетон           | река              |
| Ловеч – Троян          | 125+470         | 35,70           | стоманобетон           | канал             |
| Ловеч – Троян          | 125+842         | 72,00           | стоманобетон           | река              |
| Ловеч – Троян          | 127+540         | 62,20           | стоманобетон           | река              |
| Ловеч – Троян          | 128+682         | 6,20            | стоманобетон           | път               |
| Ловеч – Троян          | 129+467         | 25,60           | стоманобетон           | път и река        |
| Ореш – Белене          | 0+169           | 19,20           | стомана                | черен път и канал |
| Ореш – Белене          | 0+820           | 12,80           | стомана                | канал             |
| Ореш – Белене          | 2+280           | 13,80           | стомана                | канал             |

### Максимално допустими скорости (към 29.05.2022 г.)
| от гара          | до гара          | скорост |
| ---------------- | ---------------- | ------- |
| Свищов           | РП Морава        | 75      |
| РП Морава        | Левски           | 60      |
| Левски           | сп. Александрово | 105     |
| сп. Александрово | Ловеч            | 75      |
| Ловеч            | сп. Абланица     | 70      |
| сп. Абланица     | сп. Добродан     | 50      |
| сп. Добродан     | сп. Калейца      | 70      |
| сп. Калейца      | Троян            | 50      |
| Ореш             | ОП Белене        | 40      |

### Тунели
| № | междугарие    | тунел № | от km   | до km   | дължина, m | построен |
| - | ------------- | ------- | ------- | ------- | ---------- | -------- |
| 1 | Ловеч – Троян | 1       | 95+638  | 95+986  | 347,80     | 1949     |
| 2 | Ловеч – Троян | 2       | 96+418  | 96+550  | 131,60     | 1949     |
| 3 | Ловеч – Троян | 3 (2А)  | 97+770  | 97+840  | 70,00      | 1949     |
| 4 | Ловеч – Троян | 4       | 104+683 | 104+949 | 265,80     | 1949     |